# Altes Rathaus (Weilimdorf)

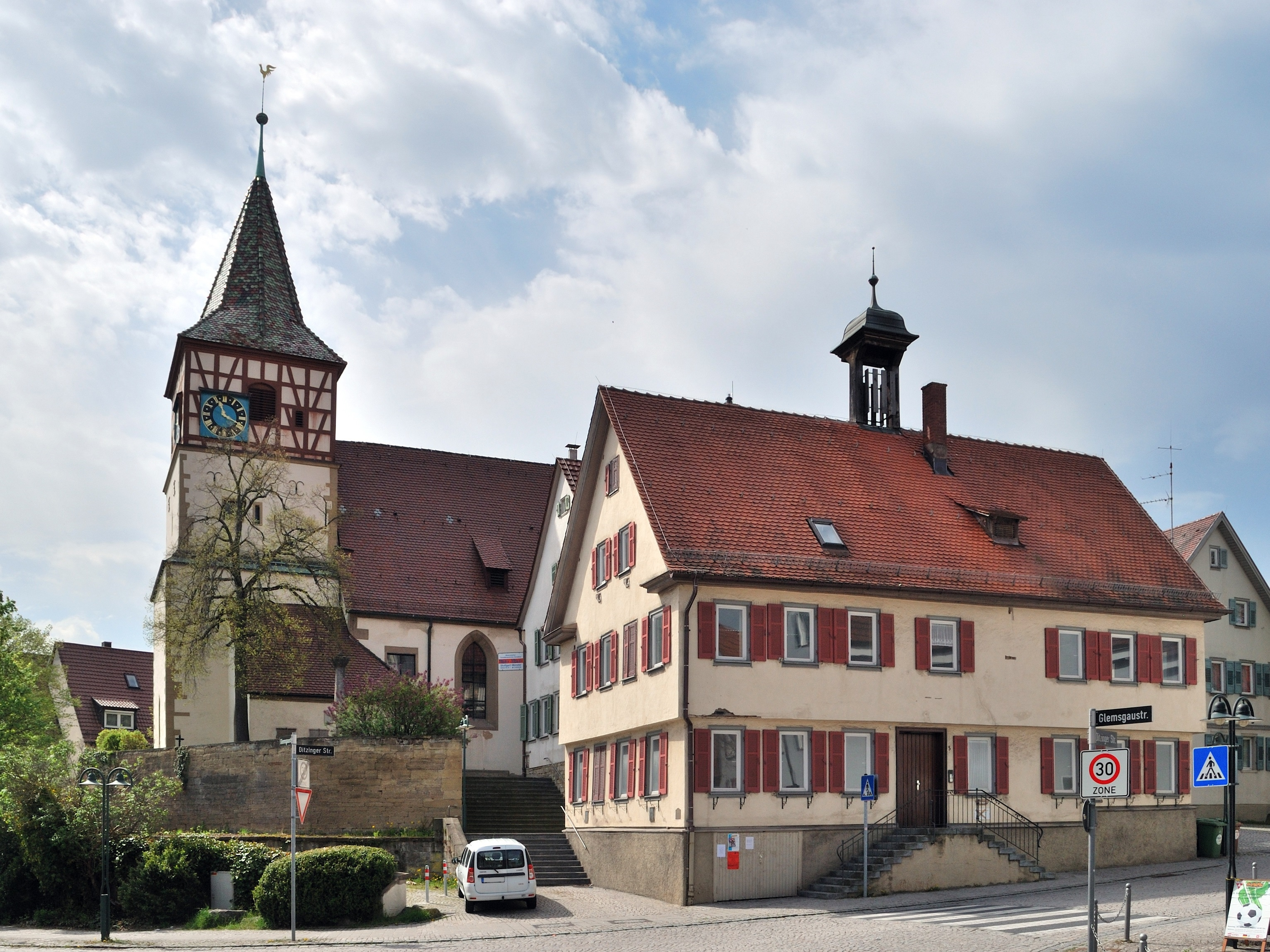
Oswaldkirche mit Altem Rathaus, 2012

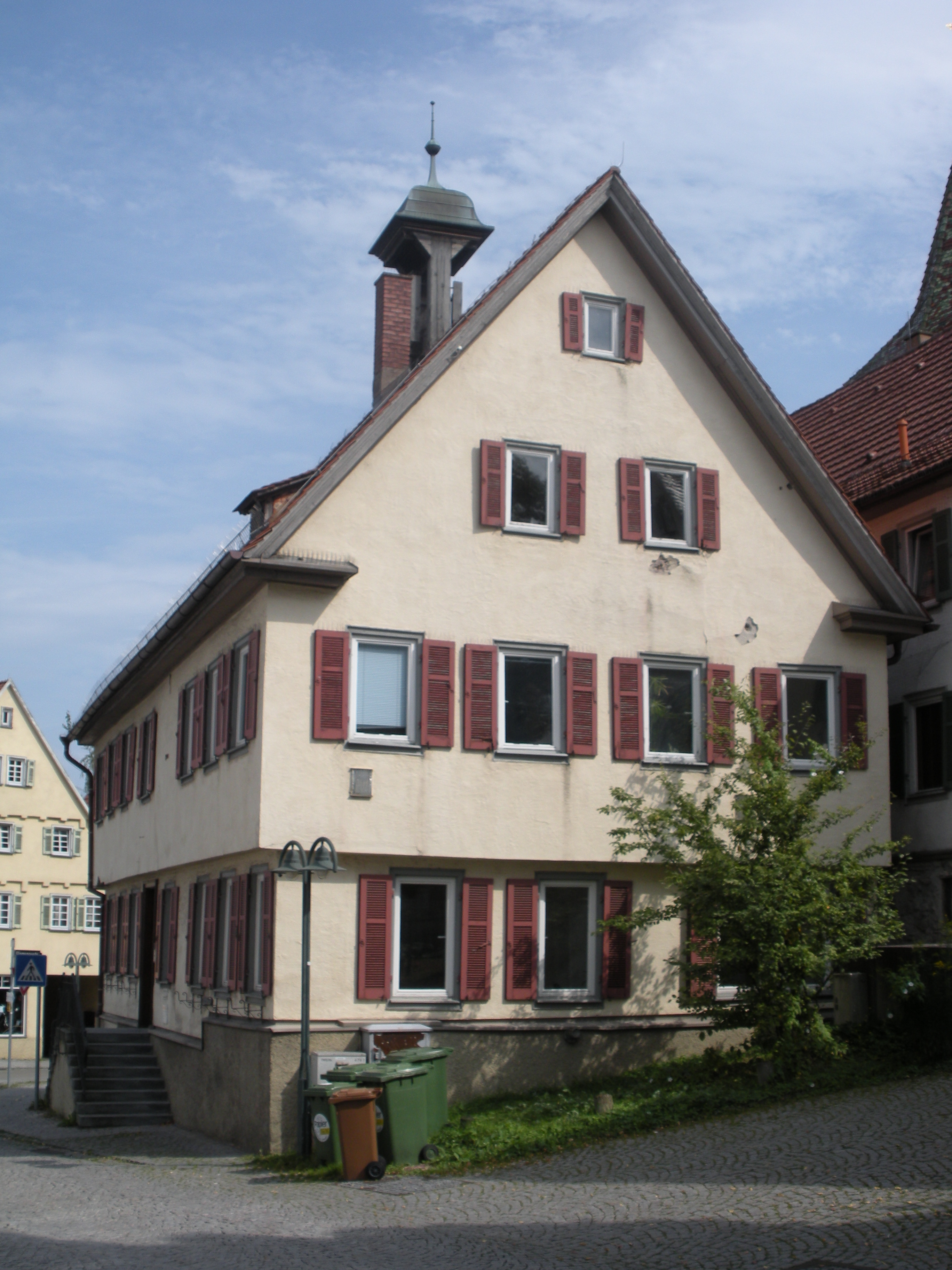
Ansicht von der Ditzinger Straße

Das Alte Rathaus im Stuttgarter Stadtteil Weilimdorf ist der ehemalige Sitz der Gemeindeverwaltung des Ortes. Das ortsbildprägende Gebäude im historischen Ortskern an der Einmündung der Ditzinger Straße in die Glemsgaustraße (früher: Korntaler Straße) ist Kulturdenkmal nach § 2 DSchG BW.

## Geschichte
Ein Rathaus wird in Weilimdorf erstmals 1551 erwähnt. Der heutige Bau unmittelbar unterhalb der Oswaldkirche wurde 1605 errichtet, nachdem die Gemeinde einige Jahre zuvor den Friedhof an den Ortsrand verlegt hatte. 1864 und 1909 wurde er grundlegend renoviert. Im ausgehenden 19. Jahrhundert wurden im Dachboden zwei Arrestzellen eingebaut. Nach dem Zusammenschluss Weilimdorfs mit der benachbarten Stadt Feuerbach (1929) wurde das Rathaus mit dem unmittelbar dahinter gelegenen Schulhaus verbunden. Seit der Eingemeindung der Stadt Feuerbach nach Stuttgart diente es nur noch als Bezirksrathaus. Mit der Einweihung des neuen Bezirksrathauses am Löwenmarkt (1984) endete die Nutzung als Verwaltungsgebäude. Zum ursprünglich beabsichtigten Verkauf kam es nicht. Als neuer Nutzer zog die Evangelische Gesellschaft ein. Zuletzt wurde das Haus durch das städtische Jugendamt genutzt.
2009 stand erneut der Verkauf zur Diskussion. Gegen das Vorhaben erhob sich Widerstand unter den Bewohnern des Ortsteils. Der 2010 gegründete Verein Pro Alt Weil setzte sich für den Erhalt für die  Stadtteilgesellschaft ein. 2019 beschloss der Gemeinderat die erneute Sanierung. Die Räumlichkeiten sollen dann – wie schon das nahegelegene alte Pfarrhaus – von Vereinen und für die Gemeinwesenarbeit genutzt werden.